# كيفن أوكونور (ممثل)
كيفن أوكونور (بالإنجليزية: Kevin O'Connor)‏ هو ممثل أمريكي، ولد في 7 مايو 1938 في الولايات المتحدة، وتوفي في 22 يونيو 1991 بنيويورك في الولايات المتحدة.

## وصلات خارجية
- كيفن أوكونور على موقع IMDb (الإنجليزية)
- كيفن أوكونور على موقع أول موفي (الإنجليزية)
- كيفن أوكونور على موقع قاعدة بيانات برودواي على الإنترنت (الإنجليزية)
- كيفن أوكونور على موقع قاعدة بيانات الأفلام السويدية (السويدية)
- كيفن أوكونور على موقع قاعدة بيانات الفيلم (الإنجليزية)